# Maurice Nelson Dewing
Maurice Nelson Dewing, britanski general, * 1896, † 1976.